# カセヤ・センター
カセヤ・センター (Kaseya Center) は、フロリダ州マイアミに位置する屋内競技施設。主にアイスホッケー、バスケットボール、コンサートに使用される。プロスポーツチームの本拠地として使用されている。マイアミ・ヒートが施設運営を行っている。

## 概要
1999年12月31日にこけら落とし。完成前にアメリカン航空が20年間、4200万ドルの命名権契約を結んだ。ただ、テキサス州にあるアメリカン・エアラインズ・センターもAAが命名権を取得している。NBAのマイアミ・ヒートの本拠地としても使用されている。また、2004年、2005年のMTV Video Music Awardsの会場としても使用され、コンサートなどにも使用されている。

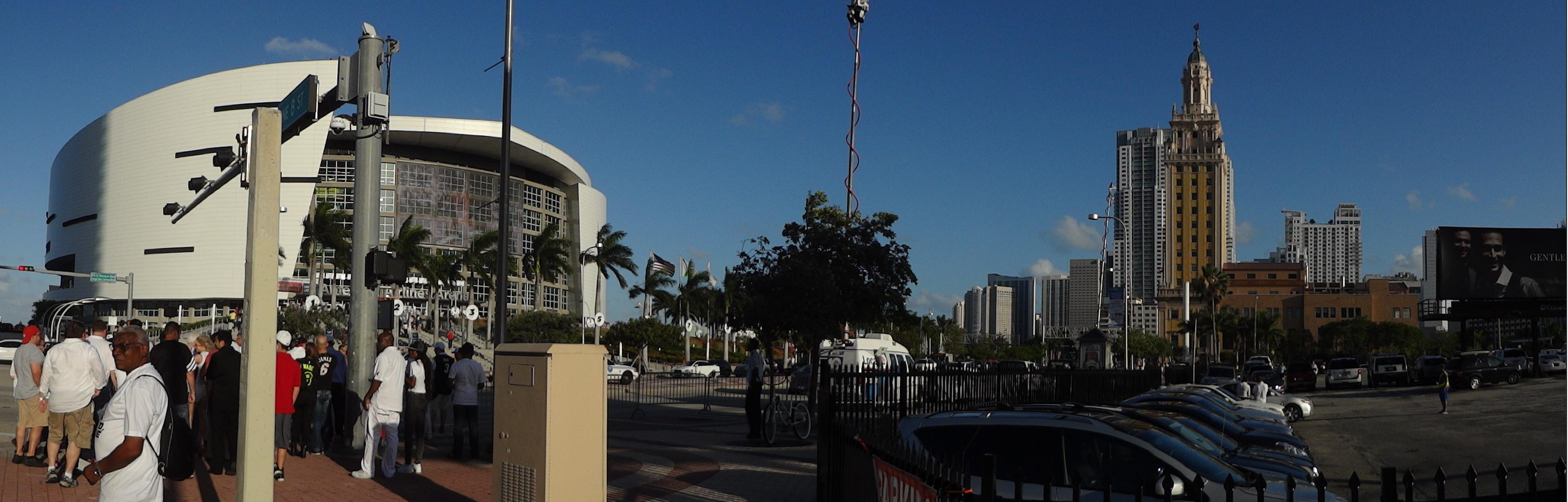
アメリカンエアラインズアリーナ

2021年3月、暗号通貨取引所であるFTXはアリーナの命名権を1億3500万ドルの命名権契約を結んだ。NBAは4月に契約を承認し、2021年6月に採用されたが、2022年11月11日、同社の経営破綻に伴い、マイアミ・デイド郡とマイアミ・ヒートは同社との契約を打ち切り、新たなネーミングライツパートナーを探していることを発表した。